# Colaboraționismul în Franța
Colaboraționismul în Franța a reprezentat, între 1940 și 1944, acțiunile și munca în comun desfășurate într-o manieră aleasă de regimul de la Vichy condus de mareșalul Pétain, cu Germania nazistă, prin intermediul Administrației germane din Franța ocupată în timpul celui de-Al Doilea Război Mondial.

## Colaborarea de stat, privată și economică
Ea constă, pe de o parte, într-o colaborare de stat anunțată, la prima vedere, fără excludere, cu toate statele vecine , iar în partea sa specifică, cu statul german. Acest lucru este proclamat în timpul discursului la radio din 30 octombrie 1940  .a Mareșalului Pétain. Acesta, după ce raportează cu privire la întâlnirea sa cu Hitler, anunță decizia sa de a accepta, prin încălcarea angajamentului aliat din 28 martie 1940, principiul colaborării cu cel de- Al Treilea Reich , în conformitate cu termenii care urmează să fie specificați; a responsabilității pe care o are în fața Istoriei. El îi invită pe francezi să-l urmeze pe acest drum. În aceeași lună octombrie 1940, Petain promulgă legi antisemite în Franța.
Această colaborare constă, pe de altă parte și în alte forme de colaborare, informale, la care s-au dedat unii francezi în afara aparatului de stat .
Se pot distinge trei tipuri de colaborare:
- colaborarea de stat condusă de regimul Vichy [4], inclusiv poliția franceză în serviciul ideologiei naziste, în raidurile în rândurile evreilor ;
- colaboratorii, de ideologie fascistă , care susțin principiul colaborării politice și intrarea în război alături de Germania [5], [6] ( [7] [8];
- colaborarea economică a industriașilor și a bancherilor ( patronatul francez). Colaborarea voluntară privată agreată prin decrete vichyste: model german de concentrare economică (elaborat de von Schnitzler de la IG Farben). Asociere de capital (societăți mixte), carteluri franco - germane, spolierea concurenței pe piața europeană, jafurile germane (compensație) furnizate de Oficiul central pentru distribuția produselor industriale (OCRPI) [9].  O parte a acestei colaborări private este, de asemenea, considerată o colaborare tehnică impusă de ocupanți[10] .

Continuându-l pe Philippe Burrin , istoricii vorbesc despre "colaborarea de zi cu zi" pentru a desemna o serie de comportamente semnificative, dar care nu fac parte din angajamentul politic activ : relații personale prietenoase întreținute cu germanii, trimițând scrisori de denunțare poliției sau gestapo (trei până la cinci milioane de scrisori anonime în Franța, o medie de 2.700 lettres pe zi , 50% fiind motivate de speranța unei recompense în numerar, 40% sub motive politice, 10% din răzbunare  ), șefii de companii care își doreau pentru ei înșiși comenzi  industriale din partea inamicului, relațiile afișate cu soldații armatei de ocupație, chiar șicu membrii Gestapo - ului etc. 
Poate exista o suprapunere între colaborarea de stat și "colaboraționism":   mulți colaboratori parizieni, unii partizani convinși de victoria germană și de ideologia nazistă, au intrat în guvernul de la Vichy. 

### Colaborarea de stat

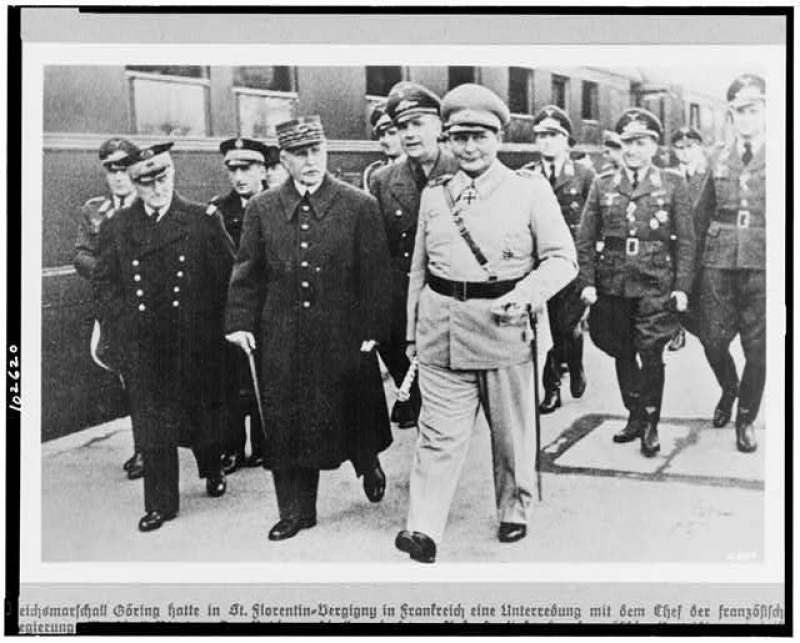
1941- Mareșalul Pétain și amiralul Darlan împreună cu mareșalul Reichului Hermann Göring.

Cooperarea de stat este ajutorul acordat Germaniei naziste de guvernul de la Vichy și de administrația franceză. Acest ajutor este în primul rând economic (costuri de ocupare, compensații, carteluri, comitete de organizare), polițienesc (lupta împotriva rezistenței, livrarea germanilor antinaziști exilați în Franța etc.), rasial (recensământul, arestarea și deportarea evreilor ) și militar ( Darlan , LVF , Waffen-SS francez, etc.).  ). 
Colaborarea a fost lansată în mass-media în urma întâlnirii lui Petain cu Hitler în Montoire-sur-le-Loir la 24 octombrie 1940, cu faimoasa strângere de mână de la Montoire, o imagine simbolică care poate fi opusă celei a Generalului de Gaulle, pronunțând la microfonul BBC intenția sa de a continua lupta alături de aliați. Întâlnirea de la Montoire, deși a fost pregătită de Pierre Laval prin întâlniri cu lideri naziști (inclusiv cu Hitler însuși, cu două zile înainte, în același loc), a avut un bilanț foarte slab: niciun angajament concret nu a fost făcut de nicio parte, doar principiul colaborării a fost declarat, cu o neînțelegere, întreținută cu grijă de germani, cu privire la sensul real al acestui angajament. 
Pentru Pétain, ca și pentru Laval, concesiile făcute ocupantului în acordul de la Montoire ar fi trebuit să ducă la îmblânzirea lui Hitler. În fața acestor promisiuni de bunăvoință, se aștepta ca Germania să acționeze în contrapartidă, cum ar fi întoarcerea prizonierilor de război francezi, stabilirea liniei de demarcație sau revenirea guvernului francez la Versailles. Dar Hitler, din cauza imensei sale francofobii, nu era în niciun fel pregătit să facă concesii învinșilor din iunie 1940. Mai mult, el a văzut în colaborare un atu tactic și strategic: un ajutor strict punctual și militar dat Germaniei, în condițiile unui conflict permanent cu Regatul Unit și al proiectului de invazie a URSS. Naziștii voiau să-și garanteze intențiile franceze, adică "să neutralizeze Franța cu cheltuieli minime" prin "menținerea unei strivitoare dominații economice" și să se asigure "că Vichy se va opune ferm oricărei încercări de ocupare a Africii de Nord de către gaulliști și englezi".  Pétain și Laval au pariat pe o victorie finală germană și au vrut să facă din Franța partenerul privilegiat al lui Adolf Hitler în Europa nazistă. Însă s-au înșelat amarnic crezând că Adolf Hitler a vrut să facă din Franța altceva decît o vasală exploatabilă la discreție.  
Singura divergență între concepțiile lui Pétain și cele ale lui Laval a fost o diferență de grad. Pentru Pétain, colaborarea avea motivații reacționare și naționaliste, în timp ce Laval era motivat în mod clar în termeni europeni, cei ai " Noii Ordini ", evident . 
Regimul de la Vichy, pentru a-și demonstra bunacredință, a căutat el colaborarea și a anticipat sau a supralicitat în mod frecvent cerințele nemților. Cât privește concesiile obținute în schimbul colaborării, acestea erau mai mult decât foarte limitate, povara Ocupației nu a încetat niciodată să crească, până la capătul războiului. Astfel, în schimbul plecării a 600 000 de muncitori în serviciul obligatoriu de muncă (STO), Pétain și Laval au obținut întoarcerea a mai puțin de 100 000 de prizonieri, în vârstă și bolnavi, dintre care majoritatea, fără îndoială, ar fi fost repatriați oricum. 
Printre colaboratorii care au participat la diferitele guverne de la Vichy sau care i-au oferit sprijin, se pot cita: Fernand de Brinon, admiratorul celui de-al Treilea Reich încă înainte de război, este delegatul general al Vichy in zona de nord, din 1941 până în 1944. De asemenea, Jacques Benoist-Méchin, principalul consilier al lui Darlan în negocierile cu Hitler (1941 - 1942 ), Gaston Bruneton, responsabil cu mobilizarea (voluntară sau forțată) a lucrătorilor francezi în Germania, în strânsă cooperare cu DAF ( Frontul muncii germane ), Jean Bichelonne, comandantul serviciului obligatoriu al muncii (STO), ministrul producției industriale, apoi al transportului sau academicianul Abel Bonnard, poreclit "Gestapette" (în traducere liberă: ''Gestapute"), promovat la Educația Națională în 1942. În 1944, fasciștii și colaboratorii convinși, Joseph Darnand , Philippe Henriot și Marcel DATE, au intrat în guvern sub presiunea Germaniei. 
Dacă mulți colaboratori parizieni disprețuiesc deschis regimul Vichy, pe care îl consideră prea reacționar și nu sunt suficient de angajați în alianța cu cel de- Al Treilea Reich , alții se proclamau necondiționat de partea lui Pétain, începând cu Darnand. Jacques Doriot, șeful PPF, s-a prezentat, până la sfârșitul lui 1941, ca "un om al Mareșalului". Pierre Laval, cea mai importantă personalitate de la Vichy, după Pétain, a avut relații politice foarte strânse cu Déat și Darnand și a preluat personal șefia Miliției franceze, o organizație colaborationistă extremistă, supliment al Gestapo. 

### Colaborarea statului francez la Holocaust și la jefuirea bunurilor evreilor

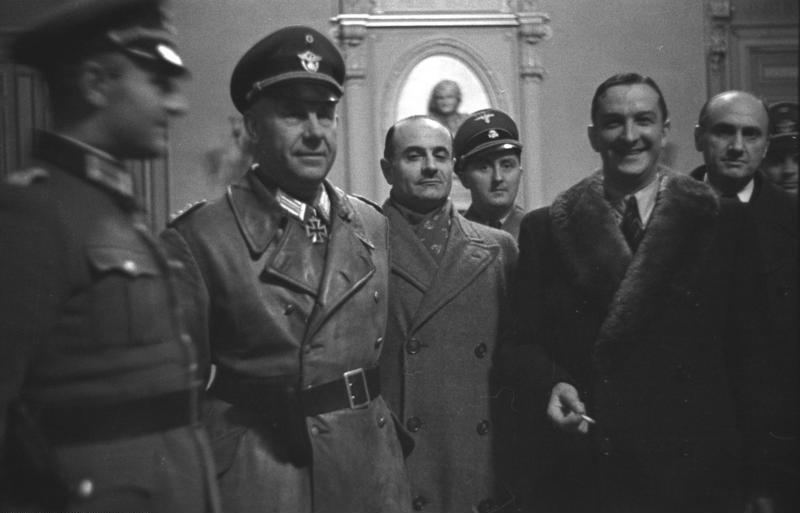
René Bousquet (cu guler de blană) înconjurat de Bernhard Griese și prefectul Antoine Lemoine, primăria din Marsilia, în timpul întîlnirii de la Marsilia, ianuarie 1943.

Regimul de la Vichy a sprijinit regimul nazist, în special prin expulzarea și furtul proprietăților evreilor ( arianizare ), asociate cu deportarea evreilor străini, apoi a celor de cetățenie franceză. Din cei deportați din Franța, dintre care 50.000 erau evrei străini (inclusiv 6.000 de evrei cetățeni francezi denaturalizați, conform legii din 22 iulie 1940 ), 40% au fost arestați de poliția franceză, potrivit calculelor lui Serge Klarsfeld. Militarii francezi au participat, de asemenea, la arestarea celor 25 000 de evrei francezi deportați  . 
Deși purtarea stelei galbene nu fusese niciodată stabilită în zona liberă, regimul de la Vichy aplica ștampila "Juif (evreu)"  documentelor de identitate și nu protesta împotriva măsurii luate în zona nordică, ocupată. În conformitate cu acordurile de poliție de la Oberg- Bousquet din mai 1942, poliția franceză a efectuat, alături de naziști, razia de pe Vel d'Hiv (Velodromul de Iarnă) din Paris. Evreii vânați prin tot Parisul au fost aduși mai întâi pe velodrom, apoi au fost trimiși în lagăre, între care cel de la periferia Parisului, Drancy.  La 26 august 1942 , René Bousquet a organizat arestarea și deportarea a 10 000 de evrei străini din  zona liberă . 

### Colaborarea militară

#### Acordurile Darlan-Abetz (1941)
Guvernul de la Vichy a fost principalul actor al colaborării, când vicepreședintele său, amiralul Darlan, care l-a cunoscut pe Hitler la Berchtesgaden la 11 și 12 mai 1941 , a semnat cu ambasadorul Otto Abetz cele trei protocoale de la Paris din 28 mai 1941. Aceste texte, care au stabilit colaborarea militară între forțele armate germane și cele franceze (Protocolul I pentru Siria-Liban, Protocolul II pentru Bizerte și Tunisia , Protocolul III pentru AOF și AEF și Protocolul complementar, asupra mijloacelor cerute de regimul de la Vichy pentru a combate represaliile aliate) au fost aprobate personal de Pétain în telegrama sa din 15 mai 1941 către generalul Dentz, Înalt Comisar în Siria. Aceste prevederi au fost puse în aplicare pe deplin în Siria-Liban și parțial în Africa de Nord, prin livrarea către dușman a artileriei și muniției grele, pe care acesta avea să o folosească împotriva soldaților francezi în bătălia de la Bir Hakeim și în campania din Tunisia.  La 21 decembrie 1941, generalul Juin și Hermann Göring se întâlnesc la Berlin pentru a negocia folosirea bazei franceze din Bizerte de către Afrikakorps germană, dar este un eșec, Vichy cerând la schimb o întărire a armatei franceze din Africa și un acord general mai favorabil decât armistițiul din 22 iunie 1940, pe care germanii îl refuză  . 

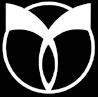
Emblema Miliției franceze.

#### Miliția franceză
Miliția franceză, care a jucat rolul de forță supletivă (de înlocuire) a armatei germane, de exemplu în anihilarea maquiului din Vercors în 1944, a fost creată de regimul de la Vichy la 30 ianuarie 1943. Dacă - oficial - este prezidată de șeful guvernului, Pierre Laval, în fapt Joseph Darnand este secretarul general al acestei organizații, liderul operațional real. 

### Dezbaterea privind colaborarea de stat
Deși Petain și Darlan au fost în mare măsură responsabilii colaborării de stat, unii observatori superficiali ai evenimentelor din acea perioadă sunt reticenți în a-i numi colaboratori. 
Philippe Pétain a fost, la început, un "reacționar", cu slabă afinitate pentru naziști. Dar a profitat de înfrângerea franceză pentru a-și desfășura proiectul de Revoluție Națională.  Aceasta ar fi putut să înflorească numai în contextul înfrângerii, deoarece orice victorie a Aliaților ar fi însemnat o întoarcere la libertățile fundamentale și la sfârșitul persecuțiilor împotriva evreilor, francmasonilori, republicanilor. 
Acuzațiile se refereau, în principal, la Pierre Laval, care, chiar dacă colabora scandalos, era, mai presus de orice, un oportunist care a considerat preferabil ca Franța să fie de partea Germaniei la sfârșitul victoriei acesteia - pentru el, inevitabilă. Acesta este probabil motivul pentru care a declarat: "Aș vrea victoria Germaniei, pentru că fără ea, mâine bolșevismul s-ar întinde peste tot". Din 1943 până în 1944, însă, poziția lui Laval s-a dovedit a fi mult mai mult decât un simplu oportunism, deoarece nu și-a schimbat politica, în ciuda inevitabilității evidente a înfrângerii germane.  Dimpotrivă, el a adâncit colaborarea, în special prin crearea Miliției și a STO. 

## Colaboraționiștii din Franța
Termenul de "colaboraționist (familiar: collabo)" se datorează lui Marcel Déat, în  [./https://fr.wikipedia.org/wiki/L'%C5%92uvre_(journal) L'Œuvre] din 4 noiembrie 1940. Colaboraționiștii nu se mulțumesc să practice colaborarea, ci urmăresc să o încurajeze, să o promoveze, să o transforme într-o temă politică. Diferența politică dintre guvernul de la Vichy și colaboraționiști constă în faptul că aceștia din urmă vor ca Franța să intre în război alături de Germania și să instituie un regim monopartid similar cu partidele fasciste și național-socialiste. Colaboraționismul este lucrarea partidelor politice și a presei colaboraționiste. De fapt, furnizarea de trupe franceze alături de armata germană va fi făcută de colaboraționiști, și nu de Pétain. 
Acești slujitori aparent ai inamicului nu au ezitat să se numească "naționali".  Germanii înșiși, care nu le-au luat foarte în serios, i-au folosit în principal pentru a-și spori presiunea asupra guvernului de la Vichy. "Collaburile" fiind o mână de bărbați și femei izolate și disprețuite de masa țării (aproximativ 2% din populație), Adolf Hitler sa abținut de la a le încredința responsabilități prea importante.  Mai ales în mintea sa, fascismul a făcut oamenii puternici, ceea ce ar fi fost un pericol în ochii lui pentru hegemonia germană.  Hitler a cerut ambasadorului german în Franța, Otto Abetz, la 3 august 1940, să se asigure că "Franța rămâne slabă" și că "totul se face pentru a încuraja divizarea internă", spunând că nu nu există "nici un interes să susțină efectiv forțele völkisch sau forțele naționale în Franța" .  În conformitate cu înclinațiile sale personale, ca fost social-democrat, Abetz preferă să colaboreze cu foștii socialiști ca Marcel Déat și cu colaboratorii motivați în mod special de pacifism și de ideea unirii Europei, chiar dacă sub dominație germană și a pledat în această direcție la Berlin: în raportul său către Ribbentrop, datat 23 iunie 1941, Abetz pledează pentru "un tratat de pace care ar împiedica, prin instaurarea unui guvern de stânga și ocuparea permanentă de către Germania, orice opoziție împotriva Europei conduse de Reich"  .  De fapt, consilierul Schleier, "observând că marea majoritate a susținătorilor politicii de colaboraționism provine din stânga franceză",  îl îndeamnă pe Abetz să promoveze intrarea în guvernul de la Vichy a sindicaliștilor și socialiștilor. 
Agitația desfășurată de colaboraționiștii cei mai faimoși, care, în cea mai mare parte, se stabiliseră în Parisul ocupat și proveneau din variate medii politice, i-a făcut pe oameni să uite răbdătoarea și ferma acțiune a guvernului de la Vichy de colaborare cu naziștii. 

### Partidele colaboraționiste

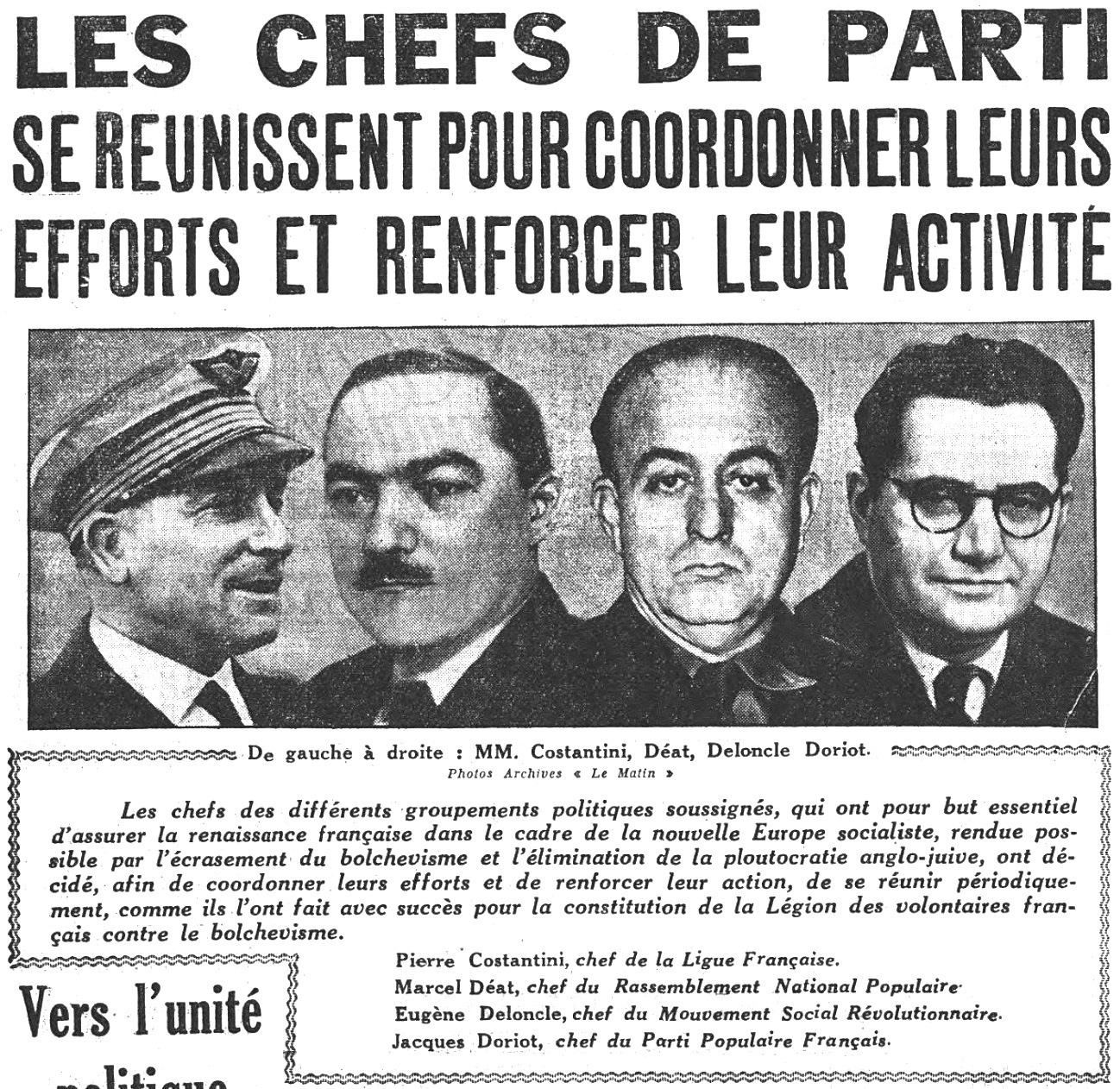
Liderii principalelor partide colaboraționale din 1941. De la stânga la dreapta: Costantini (Liga franceză), Déat (RNP), Deloncle (MSR) și Jacques Doriot (PPF). Extras din unul din numerele publicației Le Matin din 10 octombrie 1941.

Încă din iulie 1940, activiștii și-au încercat norocul prin crearea unor partide politice favorabile ocupanților naziști.  Aceștia sunt apoi alături de politicienii fasciști dezamăgiți de caracterul reacționar, catolic și moralizator al regimului  de la Vichy (toamna anului 1940). 
În timp ce se declară oficial cu mareșalul Pétain, lumea colaboraționistă pariziană se distinge, în primul rând, prin dorința sa de a merge mai departe decât regimul  de la Vichy. În contact direct cu forțele de ocupație germane, ea a susținut în Franța instaurarea unui regim fascist sau nazist, mai "revoluționar" și angajat sincer în colaborarea cu Germania nazistă. Colaboratorii parizieni vor prelua treptat poziții în cadrul regimului de la Vichy pe care l-au criticat de la început și au tendința să radicalizeze regimul și mai mult (Marcel Déat, ministru în 1944). 
O altă caracteristică a acestei lumi este incapacitatea de a se uni și intrigile dintre șefi (rivalitatea dintre Jacques Doriot și Marcel Déat, dar și între Marcel Déat și Eugène Deloncle etc.).  Marcel Déat a încercat să realizeze un partid unic în 1941, combinând RNP și MSR , apoi, în 1943, într-un Front Național Revoluționar de scurtă durată. 
Toți acești oameni se vor regăsi, împreună cu mareșalul Pétain și ultimii fideli ai Vichyului, în exil în Germania, la Sigmaringen între 1944 și 1945.  Jacques Doriot va încerca să reia aventura gaullistă în sens invers, prin preluarea conducerii unui Comitet francez de eliberare națională și trimiterea unor agenți pro-germani în Franța eliberată de aliați. Unii se vor afla în LVF, apărând ultima redută a liderilor naziști, în Berlinul devastat din primăvara anului 1945 . 
- Cele două principale partide colaboraționiste  : 
  - Parti Populaire Français (sau PPF ), fondat în 1936 și condus de Jacques Doriot, fost deputat comunist de Saint-Denis, [27] fascist pe față.  Maxim 20.000 - 30.000 membres.
  - Rassemblement National Populaire ( RNP ), fondată în 1941 și condusă de Marcel Déat , fost deputat socialist SFIO , apoi, partid neo-socialist , de clasă mijlocie, mai "moderat" decât PPF.  Maxim 20.000 - 30.000 membres .

- - Sateliți RNP : 
    - Liga gândirii franceze, înființată în 1942 de René Château, fost deputat radical-socialist. A fost cea mai surprinzătoare mișcare, compusă din intelectuali republicani, sincer favorabili colaborării, pentru ca, în schimb, Germania să permite Franței să restaureze Republica .

- Partidele colaboraționiste "mijlocii" (peste 1.000 membres )   : 
  - Parti franciste, fondat în 1933 prin divizarea Miliției național-socialiste a fostului reprezentant socialist, Gustave Hervé .  Fondată și condusă de Marcel Bucard, un reacționar de dreapta trecut prin toate ligile. Membri: între 5.500 și 8.000 cel mult.
  - Mișcarea socială revoluționară (sau MSR ), provenind din organizația La Cagoule, fondată în 1936 prin divizarea mișcării l'Action française. Fondată și condusă de Eugène Deloncle, fost membru al l'Action française, condusă apoi între 1942 și 1944 de Georges Soulès, socialist SFIO din cabinetul lui Charles Spinasse în guvernul Frontului Popular. Partid de complotiști de extrema dreaptă. Între1.500 și 16 000, în funcție de surse.
  - Tinerii din noua Europă (din grupul de tineret al formației Collaboration). Conduși de Marc Augier, membru al cabinetului lui Léo Lagrange în guvernul Frontului Popular, apoi prin Jacques Schweizer, președintele JNS, succesor al ligii extremiste a Tinerilor Patrioți. Maxim 1500 de membri. ).
  - Tinerii Mareșalului, creat de Jacques Bousquet, profesor de liceu, apoi preluat de Jean-Marie Balestre și Robert Hersant.  Membri: cel mult 1400 .
  - Liga franceză de purificare, ajutor reciproc și cooperare europeană (Mișcarea socială europeană), condusă de Pierre Costantini, ofițer bonapartist . Între 1.000 și 3000 de membri.

## Presa colaboraționistă sau colaboraționismul cu pana
Înainte de începerea celui de- al doilea război mondial , decretul-lege din 26 iulie 1936 (decretul Daladier ) stabilește un "Commissariat général à l'Information" care se raportează direct Președinției Consiliului .  Condusă de diplomatul Jean Giraudoux , el este responsabil de controlul presei și de mobilizarea opiniei împotriva Germaniei naziste. În timpul războiului fals, poliția este transformat prin decretul din 1 aprilie 1940 privind „Secretariatul de Stat de informare și propagandă“, a ministerului de informații, care apoi va sprijini colaborarea pentru ca francezii să accepte înfrângerea prin intermediul a trei mijloace de informare: France-Știri pentru știrile cinematografice, Transmisia națională pentru valuri și presa scrisă pentru restul. 
Principalele ziare adoptă apoi trei atitudini: fie ele se sabordează  ([./https://fr.wikipedia.org/wiki/Le_Canard_encha%C3%AEn%C3%A9 Le Canard enchaîné], [./https://fr.wikipedia.org/wiki/L'Intransigeant L'Intransigeant], [./https://fr.wikipedia.org/wiki/Le_Populaire Le Populaire] sau [./https://fr.wikipedia.org/wiki/L'Humanit%C3%A9 L'Humanité]) ; fie se repliază în zona liberă încă din 10 iunie 1940, în principal la Lyon, unde există multe tipografii ( Le Journal , Paris-Soir sau Le Figaro ); fie ei decid să reapară în zona nord ([./https://fr.wikipedia.org/wiki/Je_suis_partout Je suis partout] sau [./https://fr.wikipedia.org/wiki/Le_Matin_(France) Le Matin]). 
Cele mai multe titluri ale presei colaboraționiste din zona ocupată sunt subvenționate sau deținute pe sub mână de Ambasada Germaniei a lui Otto Abetz, care a creat în acest scop Éditions Le Pont . Presa pariziană, cu Le <i id="mwAg4">Petit Parisien</i> și postul său de radio <i>Le Poste Parisien</i> deținută de Pierre Dupuy, este dominată de personalitatea șefului presei, Jean Luchaire.  Ambasada Germaniei conduce în principal propaganda și Propaganda Staffel este specializată în cenzură, în special prin intermediul birourilor din provincie. Cu excepția ultracolaboraționiștilor, jurnaliștii acționează mai mult oportunist, din lăcomie pentru câștig (în timp ce salariile din Franța sunt blocate, salariile lor sunt dublate prin Propaganda Staffel) sau lașitate, decât din motive ideologice. 
Presa Mareșalului din zona liberă sprijină în principal politica colaboraționistă și antisemită a lui Pétain, practicând auto-cenzura, deoarece este controlată de "Secretariatul de Stat pentru Informații și Propagandă" al Ministerului Informațiilor (condus de Paul Marion, apoi de Philippe Henriot). 
Treptat, în fața propagandei evidente, francezii se îndepărtează de jurnalele politice colaboraționiste, care continuă să anunțe tiraje fenomenale, în timp ce realizează 30-50% din "bouillons" (jargon de presă).  Așa că vor favoriza presa specializată (sport, presă feminină) și presa clandestină (ca Franc-Tireur , <i id="mwAiI">Combat</i> sau <i>Libération</i>).
  

Zeci de scriitori renumiți sau jurnaliști au fost colaboratori. Articolele specializate permit să cunoască mai detaliat natura angajamentelor diferiților scriitori de renume în favoarea ocupantului sau a Revoluției Naționale. Albert Lejeune a fost singurul editor care a fost condamnat la moarte și executat,dar este în principal pentru rolul său într-o afacere de presă. În ceea ce privește scriitorii și jurnaliștii, acesta a fost și cazul lui Robert Brasillach, Paul Chack sau Paul Ferdonnet  . 
- Georges Albertini, journaliste et secrétaire général du RNP
- Marc Augier alias Saint-Loup, journaliste
- Jean-Henri Azéma, journaliste
- Robert de Beauplan, journaliste, écrivain
- Jacques Benoist-Méchin, historien
- Henri Béraud, journaliste, écrivain
- Abel Bonnard, écrivain, académicien
- Robert Brasillach, journaliste, écrivain
- Louis-Ferdinand Céline[31], écrivain
- Paul Chack, écrivain
- Jacques Chardonne, romancier
- Alphonse de Châteaubriant
- Henry Coston, journaliste
- Pierre-Antoine Cousteau, journaliste
- Pierre Drieu la Rochelle, écrivain
- Paul Ferdonnet, journaliste
- Jean Fontenoy, écrivain
- Abel Hermant, écrivain, académicien
- Robert Julien-Courtine, journaliste
- Jean de La Hire, écrivain
- Alain Laubreaux, journaliste
- Jacques de Lesdain, journaliste
- Jean Loustau, journaliste
- Jean Luchaire, journaliste, patron de la presse en zone occupée
- George Montandon, ethnologue, directeur de l'Institut d'étude des questions juives (1941-1944)
- Henry de Montherlant, écrivain
- Camille Mauclair, écrivain
- Lucien Pemjean, journaliste
- Louis-Marie Poullain, journaliste
- Lucien Rebatet, romancier
- Maurice Sachs, écrivain
- Ralph Soupault, dessinateur de presse
- Charles Spinasse, député socialiste, fondateur de l'hebdomadaire collaborationniste Le Rouge et le Bleu
- Georges Suarez, écrivain

### Angajamentul militar alături de germani
- LVF

Legiunea voluntarilor francezi împotriva bolșevismului</nowiki> a fost o inițiativă privată a liderilor partidelor colaboraționiste pariziene în iulie 1941 și nu o creație a regimului de la Vichy. Dar Mareșalul Pétain a încurajat-o public la crearea sa (de exemplu, în noiembrie 1941), înainte de a adopta o atitudine mai prudentă după aceea. LVF a fost recunoscut ca fiind de utilitate publică și Pétain a declarat că soldații săi dețineau "o parte din onoarea noastră militară". Aceștia făceau un jurământ de loialitate personală față de Adolf Hitler . 
- Waffen-SS franceză

Constituirea unei Waffen-SS franceze (unitate militară a SS) a fost autorizată de regimul Vichy în iulie 1943 . 
- Falanga africană

Ca reacție la debarcarea Aliaților în Africa de Nord (Operațiunea Torch), guvernul francez dorește să trimită o forță militară în Tunisia. Amiralii Derrien și Esteva rămân loiali mareșalului care a cerut armatei din Africa de Nord să reziste Aliaților. 

## Colaborarea evreiască
În 1980 a apărut cartea Evrei colaboraționiști , lucrare a lui Maurice Rajsfus, jurnalist evreu, devenit istoric și militant, care a supraviețuit raziei și concentrării evreilor pe Vélodrome d'Hiver în 1942, pe când era un adolescent. 
Această carte se referă la colaborarea anumitor evrei cu naziștii și, în special, la rolul Uniunii Generale a Israeliților din Franța. 

## Alte personalități care au jucat un rol important în colaborare
- Pierre-Louis Brice, patron
- Jean-Marie Clamamus, primul senator comunist francez și primar de Bobigny
- Gaston Bergery, deputat radical-socialist
- Louis Darquier de Pellepoix, comisar general pentru problemele evreiești 1942
- Maurice Gabolde, ministrul justiției
- Jean Leguay, reprezentant al lui René Bousquet la Paris
- Maurice Papon, secretar general al prefecturii Gironde însărcinat cu problemele evreiești
- Simon Sabiani, primar de Marsilia
- Xavier Vallat, comisar general pentru problemele evreiești până-n mai 1942

## Colaboraționismul sindicatelor franceze
Ambasada Germaniei va încerca în mod regulat să obțină colaborarea sindicatelor franceze, ceea ce va duce la stabilirea unor relații privilegiate cu Pierre Vigne, fost secretar al Federațiilor franceze și internaționale ale minerilor, Georges Dumoulin, secretar al Federației Minerilor din Nord, Marcel Roy, Secretar al Federației Fierului, Roger Paul, Secretar General al Federației Lucrătorilor din Textile, Albert Perrot, Președintele Uniunii Sindicatelor din Paris. Începând cu  decembrie 1940, a avut loc o cooperare continuă cu sindicaliștii care s-au adunat în jurul săptămânalului L'Atelier condus de fostul deputat socialist Gabriel Lafaye; în acord cu ambasada, s-a decis să se permită sindicatelor să-și reactiveze secțiunile și să-și publice buletinele informative. La 17 aprilie 1941, va fi creat Centrul Sindical de Propagandă, condus de Gabriel Lafaye, René Mesnard, Pierre Vigne și foștii secretari adjuncți ai CGT, Aimé Rey și Georges Dumoulin, care asigură legătura cu RNP. Printre numeroase alte grupuri, ambasada colaborează cu Federația franceză a lucrătorilor agricoli a lui André Parsal, deputat comunist, raliat colaborării și membru al Partidului Muncitoresc și Țărănesc francez. Colaborarea sindicală este teoretizată, în special, de Hubert Lagardelle, gânditor al sindicalismului revoluționar și figură istorică a mișcării muncitorești, care a fost sedus de fascism după ce a fost prietenul lui Mussolini în momentul în care era la Partidul Socialist Italian. A colaborat cu revista Plans și a co-fondat revista Prélude, Lagardelle a participat la Institutul de Studii Corporative și Sociale și la Centrul de sinteză francez și a devenit ministru al muncii sub regimulde la Vichy în guvernul lui Pierre Laval (aprilie 1942 - noiembrie 1943). În 1943, el a fost forțat să demisioneze din guvern și a devenit redactor al ziarului colaboraționist "de stânga" [./https://fr.wikipedia.org/wiki/La_France_socialiste La France socialiste]. 

## Colaboraționismul privat
Colaborarea privată, chiar dacă este încurajată de declarațiile regimului de la Vichy, este cea a inițiativei private, în special în activitatea profesională (colaborarea politică este discutată mai sus).  Se pot identifica grade specifice de vinovăție: antreprenorii (din cauza implicațiilor colective ale deciziilor pe care le iau) și artiștii și "vedetele" (din cauza exemplului pe care îl dau). 

### Colaborarea economică privată
- Louis Renault a fost acuzat după Eliberare de colaborare cu armata germană. Din acest motiv, Uzinele Renault au fost confiscate și naționalizate.
- Gnome și Rhône au livrat motoare de aeronave Germaniei. A fost naționalizată la Eliberare pentru fapte de colaborare și va deveni Snecma (acum parte a grupului Safran).
- În 1946, Marius Berliet a fost condamnat la doi ani de închisoare și confiscarea proprietății de către Curtea de Justiție din Lyon pentru colaborarea cu ocupantul. El este acuzat că s-a grăbit să facă camioane pentru armata germană, că a ignorat Rezistența (refuzul sabotajului intern). El este, de asemenea, acuzat de predarea unuia dintre muncitorii săi la Gestapo printr-un ofițer de securitate din fabrică și milițian, care va fi confirmat în timpul procesului Lehideux.
- În mai 1941, după primele arestări ale evreilor, compania Photomaton și-a oferit serviciile ocupanților.      [34] .
- Companiile de construcții (precum Sainrapt și Brice ) și companiile de ciment au participat la construcția Zidului Atlanticului și a lucrărilor de beton realizate de organizația Todt.[35]

### Colaborarea artistică
Dacă mulți artiști (precum Ray Ventura sau Jean-Pierre Aumont ) au emigrat în acel moment și unii chiar s-au întors în Franța, cu arma în mână (ca actorul Jean Gabin), foarte mulți, pur și simplu - reluând expresia lui Guitry - au continuat să își practice meseria. Sacha Guitry este reprezentativ pentru unele acuzații făcute la Eliberare, când de fapt nu au existat, în cazul său, dovezi concrete de colaborare, în timp ce acțiunile sale în favoarea lui Paul Valéry, Tristan Bernard sau Max Jacob (artiști evrei pe care i-a salvat) sunt cunoscute. În timp ce judecătorul de instrucție a decis pe un dosar gol, șefi ai rezistenței au declarat că acest caz a fost o invenție. Cu toate acestea, nu de puține ori, personalități ale artelor și ale spectacolelor nu au avut nicio problemă de conștiință în a apărea regulat alături de germani (Arletty, Mireille Balin sau Corinne Luchaire ) ele fiind amestecate timp de patru ani în viața unui Tout-Paris nu foarte sever. Butada actriței Arletty este încă faimoasă: "Inima mea este franceză, dar fundul meu este internațional". 
Veniturile cinematografelor s-a dublat intre 1938 si 1943 (220 de filme artistice sunt rulate, ale teatrelor s-au triplat în aceeași perioadă, cabaretele își reiau funcționarea încă din iulie 1940.
Așa cum subliniază istoricul Eberhard Jäckel, planurile lui Hitler pentru Franța era de a o elimina ca putere europeană și de a-i reduce importanța la un stat de mâna a doua:  
"Pe viitor, Franța va juca în Europa rolul unei Elveții mai mari și va deveni o țară a turismului, putând eventual să asigure produse din domeniul modei."
Ideea că puterea Germaniei la toate nivelurile, militară, politică și economică prevala, a condus, printre altele, la faptul de a nu rezerva Franței decât un rol minor în industria proprie și, în compensație, să i se lase dezvoltarea viticulturii, a modei, a luxului și alte activități "secundare". Franța ar deveni, într-un fel, "zarzavagiul și Luna Park" a Europei naziste.
Naziștii au vrut să facă din Paris, în esență, o prefectură a frivolității (treisprezece bordeluri rezervate germanilor, adesea transformate în întâlniri mondene) și a recreării maselor. 
Dacă, potrivit lui Alan Julian T. Jackson, politica germană urmărea să distrugă hegemonia culturală franceză și să transforme Franța în regiunea agricolă a Europei, promovând regionalismul literar promovat de Vichy , în opinia lui Stéphane Guégan, autoritățile germane au dat, dimpotrivă, dovada unui mare liberalism: "arta, teatrul, și editurile au cunoscut atunci un fel de Epocă de Aur" prelungind emulația culturală a anilor 1930.

## Eliberarea și epurarea

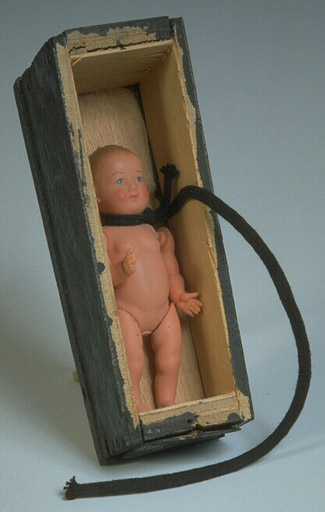
Sicriu mic din lemn trimis unui colaborator, în interiorul căruia este depusă o păpușă mică, atârnată la capătul unui șnur. Muzeu din Bretagne.

Noua putere a Rezistenței interne și a  GPRF (Guvernul provizoriu al Republicii Franceze) a pus capăt violențelor spontane și au procedat la epurarea judiciară.  Excesele "epurării sălbatice"  n-au degenerat într-o "baie de sânge" generală.
Dar, înainte ca instanțele și camerele civice să fie create și instalate și, uneori, și după aceea, rezistența și populația se răfuiesc cu colaboratorii. Acest tratament extrajudiciar, sau "epurarea sălbatică", îi vizează în principal pe colaboratorii dovediți, în special pe milițienii lui Darnand sau pe militanții partidelor colaboraționiste. De asemenea, ea are loc la Eliberare, la adăpostul mișcărilor de mase, unde se amestecau bucuria și dorința de răzbunare. Femeile care au colaborat au fost tunse (20.000 în total) la Eliberare, dar și în primăvara anului 1945, când s-au întors cei din lagăre. Executarea extrajudiciară a colaboratorilor, sau considerați ca atare (!), face obiectul unei legende negre, în care cifrele devin argumente reale în încercarea de a reabilita pe unii. Cu toate acestea, chiar dacă excesele și actele de banditism pur există (maqui-ul Le Coz), nu toate execuțiile "extralegale" sunt marcate de nedreptate.  
Justețea epurării a fost inegală la nivel global. Ea a implicat cazuri de răzbunare pură și oarbă, alături de o activitate juridică reală de urmărire penală. Legile privind amnistia (1951-1953) vin după un deceniu de judecăți. Tratamentul legal este sever în comparație cu alte țări europene, inclusiv numărul de condamnări la moarte; dar a fost mai puțin extinsă dacă luăm în considerare numărul de pedepse cu închisoarea  . 
Ulterior, epurarea judiciară preia controlul. Ea este exercitată prin instanțe excepționale: Înalta Curte de Justiție , Curtile de Justitie si Camerele Civile pentru acțiuni care nu se pedepsesc conform Codului Penal. Purificarea afectează toate sectoarele de activitate și toate straturile societății. 
Cea de-a 50-a aniversare a sfârșitului celui de-Al Doilea Război Mondial, la mijlocul anilor 1990, a fost ocazia a numeroase studii care au aruncat o lumină nouă asupra acestei perioade extraordinare, în adevăratul sens al termenului, Eliberarea. De asemenea, a fost momentul sintetizării tuturor lucrărilor referitoare la epocă. Astfel, tepurarea extrajudiciară a dus la moartea a 10.000 personnes, tunderea a 20 000 de "orizontale" (femei care au avut de-a face cu ocupanții). Epurarea legală a implicat mai mult de 300 000 de dosare, dintre care 127.000 au condus la procese, rezultând 97 000 de condamnări. Pedepsele au variat de la 5 ani de degradare națională până la pedeapsa cu moartea. Dorind să reducă rapid fractura dintre francezi, guvernul Republicii Franceze a votat trei amnestii pentru epurați, încă din 1947, apoi în 1951 și 1953. 
Epurarea devine foarte rapid un subiect de polemică acerbă. Primii care vor scriu despre acest subiect sunt epurații ei înșiși sau epuratorii. Ceea ce nu a favorizat deloc imparțialitatea considerațiilor.  În plus, ziarele de dreapta și foștii vichyști sau avocații lor reiau "legenda neagră" a epurării, masacrele, cifrele aiuritoare.  Cu toate acestea, cele mai recente sondaje realizate de Comitetul de Istorie al celui de- Al Doilea Război Mondial (CHGM) și succesorul său, Institutul de Istorie a Timpului Prezent (IHTP) dau, pentru 84 de departamente (din 90 în 1945), 8775 execuții sumare în timpul tepurării extrajudiciare, la care trebuie adăugați condamnații la moarte de către Înalta Curte de Justiție și de către Curțile de Justiție (791 sau 767 în funcție de investigații) și de către tribunalele marțiale (769 pentru 77 de departamente conform IHTP  ). Purificarea ar fi făcut astfel între 10 000 și 11 00o de morți . 
În cifre absolute, mai puțini francezi au fost închiși decât în Olanda. Mai puțin de unul din 1000 de francezi au fost arestați sau închiși, rămânând astfel cu mult sub nivelul din Danemarca, Norvegia, Belgia și Olanda. Peste 1500 de condamnați la moarte au fost executați. Cu toate acestea, două din trei sentințe capitale au fost comutate, adică cea mai mare rată din Europa de Vest. 
Epurarea este considerată limitată în comparație cu cifrele represiunii efectuate de naziști și de colaboratorii francezi între anii 1940-1944, estimată la 200 000 de decese . 
Dosarele a 200.000 de "collabos" vor fi făcute publice de către guvern, începând cu sfârșitul lunii decembrie 2015 până în 2019 și vor fi disponibile pentru consultare publică  .